# بخش‌های دپارتمان ان
بخش‌های دپارتمان ان (انگلیسی: Arrondissements of the Ain department) شامل ۴ بخش به شرح زیر است:
1. بخش بله با ۱۱۵ کمون (فرانسه) و جمعیت ۹۷ هزار نفر در سال ۲۰۱۳ می‌باشد.
2. بخش بورگ-آن-برس با ۲۰۱ کمون (فرانسه) و جمعیت ۳۵۰ هزار نفر در سال ۲۰۱۳ می‌باشد.
3. بخش ژکس با ۲۷ کمون (فرانسه) و جمعیت ۸۷ هزار نفر در سال ۲۰۱۳ می‌باشد.
4. بخش نانتوا با ۶۵ کمون (فرانسه) و جمعیت ۸۴ هزار نفر در سال ۲۰۱۳ می‌باشد.